# Signos
Signos ist das dritte Studioalbum der argentinischen Rockband Soda Stereo.
Von den meisten Kritikern gilt es als eines ihrer besten Platten neben Cancion Animal. Im Rolling-Stone-Magazin belegte das Album Platz 25 in der Liste der besten Alben des argentinischen Rocks.

## Geschichte
Laut Bandgitarrist Gustavo Cerati befand sich die Band während der Voraufnahme in einer depressiven Phase, hervorgerufen durch die ständigen Touren. Während das Musikmaterial bereits festgelegt war, fehlten immer noch die Texte zu den jeweiligen Tracks. In einer schlaflosen Nacht schrieb Cerati die Texte für alle Songs des Albums. Diese sind im Vergleich zu Songs aus anderen Etappen der Band relativ pessimistisch ("Eines Tages planten wir uns den ganzen Schmerz auf Einmal anzutun"), wenngleich mit einem Hauch Optimismus ("Du erwartest ein Labyrinth ohne Überraschungen und dennoch kannst du der Dunkelheit entkommen"). Das Album gewann 3-mal Platin und gilt als einer ihrer wichtigsten Platten mit der die Band nicht nur zu ihrem eigenen Sound gefunden, sondern auch gleichzeitig den Lateinamerikanischen Kontinent erobert hat. Die argentinische Musikzeitschrift Cantarock schrieb über den von Soda Stereo ausgelösten Boom des "Rock Nacional" in Südamerika: "Der Rock bezahlt die Auslandsverschuldung!".

## Tracks
| # | Songname (Übersetzung)                         | Komponist                                           | Länge |
| - | ---------------------------------------------- | --------------------------------------------------- | ----- |
| 1 | Sin Sobresaltos (Ohne Schrecken)               | Gustavo Cerati/Hector Bosio                         | 4:24  |
| 2 | El Rito (Das Ritual)                           | Gustavo Cerati                                      | 6:07  |
| 3 | Profugos (Flüchtige)                           | Gustavo Cerati/Carlos Ficicchia                     | 5:20  |
| 4 | No Existes (Du existierst nicht)               | Gustavo Cerati                                      | 4:42  |
| 5 | Persiana Americana (Amerikanische Verdunklung) | Gustavo Cerati/Jorge Antonio Daffunchio             | 4:52  |
| 6 | En Camino (Auf dem Weg)                        | Gustavo Cerati/Isabel de Sebastian/Carlos Ficicchia | 4:31  |
| 7 | Signos (Zeichen)                               | Gustavo Cerati/                                     | 5:17  |
| 8 | Final Caja Negra (Letzte Blackbox)             | Gustavo Cerati/Hector Bosio/Carlos Ficicchia        | 5:42  |

## Signos-Tour
Nach der Veröffentlichung des Albums begann die großangelegte Signos-Tour, die über mehrere Länder verlaufen sollte. Am 2. Mai kam es während eines Konzerts in San Nicolas zu einer Katastrophe: Während die Band, Persiana Americana spielte, kam es zum Zusammensturz eines Zuschauerbalkons, wodurch Leute in die Menge stürzten und andere unter sich begruben. Die Folgen waren 5 tote Menschen und mehrere Dutzend Verletzte. Einige Tage später führte die Gruppe die Tour fort, verzichtete jedoch vorläufig, aufgrund großer Bestürztheit, auf ihre großen Bühnenshows. Ein positives Highlight der Signos-Tour waren die Auftritte im "Festival de Viña del Mar " in Chile, wo es zu einer regelrechten "Sodamania" kam. Aufgeregte weibliche Fans erwarteten die Band bereits während ihrer Einfahrt und stürzten sich auf den Tourvan. Auch während des Auftritts konnte man aufgrund des Lärmpegels, verursacht durch die Hysterie der weiblichen Fans, die Musik schlechter hören als gewohnt. Da die Gruppe im Jahr 1987 ausschließlich auf Tour war, beschlossen sie im selben Jahr von der Signos-Tour ein Livealbum aufzunehmen. Das Resultat war das Album Ruido Blanco.
Die Signos-Tour begann am 3. Dezember 1986. Insgesamt gab es 92 Konzerte.
- Argentinien: 32
- Ecuador: 6
- Uruguay: 2
- Chile: 11
- Paraguay: 3
- Peru: 8
- Bolivien: 3
- Kolumbien: 5
- Venezuela: 4
- Mexiko: 18

## Singles
- Profugos
- Persiana Americana
- Signos

## Besetzung
Soda Stereo
- Gustavo Cerati: Gitarre; Gesang; Background-Gesang; Percussion; Roland drum machine 707
- Zeta Bosio: E-Bass
- Charly Alberti: Drums & Percussion

Gastmusiker
- Fabian von Quintero: Keyboards
- Richard Coleman: Gitarre
- Celsa Mel Gowland: Background-Gesang
- Diego Urcola: Trompete
- Pablo Rodriguez – Altsaxophone
- Sebastian Schon – Tenorsaxophone
- Marcelo Ferreyra – Posaune

## Sonstiges
- Signos war das erste Album das im CD-Format in Lateinamerika veröffentlicht wurde. Die Herstellung fand in den Niederlanden statt.